# The Winner Takes It All
A The Winner Takes It All című dal a svéd ABBA első kimásolt kislemeze a Super Trouper című stúdióalbumról. A dal 1980. július 21-én jelent meg. A kislemez B. oldalán az Elaine című dal hallható, mely albumra nem került fel. A dal a legutolsó kislemez megjelenése  után hét hónappal látott napvilágot, és több országban, köztük az Egyesült Királyságban is első helyezett lett, ahol 8 hétig volt a slágerlistán. Az Egyesült Államokban ez volt a csapat utolsó Top 10-es slágere.

## Története
A dal eredetileg a "The Story of My Life" címet kapta, melyet Björn Ulvaeus és Benny Andersson írtak. A dalt Agnetha Fältskog énekli.
Ulvaeus tagadta, hogy a dal az ő és Agnetha válásáról szól, mondván, hogy a dal alapja a válás, azonban Ulvaeus azt nyilatkozta, hogy a "mi esetünkben nem volt győztes, vagy vesztes" mint ahogy a dalban elhangzik, és nem is a valóságból származik".
Chuck Klosterman  amerikai kritikus szerint aki azt mondja, hogy "A győztes mindent elkövet" – , az megvizsgálja az öntudatos bűntudatot, amikor úgy érzi, hogy egy olyan emberről beszél, aki összetörte a szívedet. Ulvaeus azonban azt elismeri, hogy válásának szomorú élménye tükröződik a dalszövegekben.
Fältskog többször is kijelentette, hogy bár a dal a kedvenc ABBA dala, és kitűnő a dalszövege, a története nem az ő és Ulvaeus válásáról szól. A házasság felbontásában nem volt győztes, különösen, hogy gyerekei is részese voltak ennek.
1999-ben a dalt az angol Channel 5 nevű televízió közvélemény kutatás alapján a dalt választotta Nagy-Britannia kedvenc ABBA dalának. Ezt egy 2010-es közleményben replikálták az ITV számára.

## Videóklip
A dalhoz tartozó videóklipet Marstrandon forgatták 1980. júliusában, melyen Lasse Hallström rendezett.

## Megjelenések
12"  Németország Polydor – 2141 281 
- A	The Winner Takes It All	4:56
- B	Elaine	3:39

CD Single  Svédország Polar – 543 471-2 
1. The Winner Takes It All	4:56

## Fogadtatás
A dal nagy sikert aratott, és több országban 1. helyezést ért el, többek között Belgiumban, Írországban, Hollandiában, Dél-Afrikában, és az Egyesült Királyságban. Ausztria, Finnország, Franciaország, Nyugat-Németország, Norvégia, Svédország, Svájc, és Zimbabwe slágerlistáin Top 5-ös helyezés volt a dal, miközben Ausztráliában, Kanadában, Olaszországban, Spanyolországban, és az Egyesült Államokban a 8. helyezett volt a Billboard listán, valamint az Adult Contemporary listán ahol 1. helyezett volt – a Fernando után. A dal Brazíliában is sláger volt, és a "Coração Alado" nevű szappanopera filmzenéjében is felhasználták a 80-as években.
A dal a 23. helyezett volt a Billboard év végi összesített slágerlistán.

## Slágerlista

### Heti összesítések
| Slágerlista (1980–81)                                  | Legjobb helyezések |
| ------------------------------------------------------ | ------------------ |
| Ausztrália Australian Singles Chart                    | 7                  |
| Ausztria Austrian Singles Chart                        | 3                  |
| Belgium Belgian Singles Chart                          | 1                  |
| Kanada Canadian Singles Chart                          | 10                 |
| Hollandia Dutch Top 40                                 | 1                  |
| Hollandia Single Top 100                               | 1                  |
| Finnország Finnish Singles Chart                       | 2                  |
| Franciaország French Singles Chart                     | 5                  |
| Németország German Singles Chart                       | 4                  |
| Írország Ír slágerlista                                | 1                  |
| Olaszország Italian Singles Chart                      | 7                  |
| Japán Japanese Singles Chart                           | 33                 |
| Új-Zéland New Zealand Singles Chart                    | 16                 |
| Norvégia Norwegian Singles Chart                       | 3                  |
| Spanyolország Spanish Singles Chart                    | 10                 |
| Svédország Swedish Singles Chart                       | 2                  |
| Svédország Swiss Singles Chart                         | 3                  |
| Egyesült Királyság Brit kislemezlista                  | 1                  |
| Amerikai Egyesült Államok Billboard Adult Contemporary | 1                  |
| Amerikai Egyesült ÁllamokBillboard Hot 100             | 8                  |
| Amerikai Egyesült ÁllamokCashbox Top 100 Singles       | 11                 |
| Zimbabwe Zimbabwean Singles Chart                      | 4                  |

### Év végi összesítések
| Slágerlista (1980/81)                      | Helyezés |
| ------------------------------------------ | -------- |
| Ausztrália                                 | 56       |
| Hollandia                                  | 1        |
| Egyesült Királyság                         | 18       |
| Amerikai Egyesült ÁllamokBillboard Hot 100 | 23       |
| Amerikai Egyesült ÁllamokCash Box          | 74       |

## Feldolgozások
- A dal hallható a Winner epizódjában, a Better Call Saul 4. évadjában, ahol Bob Odenkirk, Michael McKenan, Jimmy McGill és Chuck McGill éneklik a dalt.[13]
- A dal hallható Beverley Craven 1993-as Love Scenes című albumán.[14]
- A dal hallható a Mamma Mia! című filmben is, a hol Meryl Streep mint Donna Sheridan énekli.[15]
- A dalt Cher is feldolgozta, mely 2018-as Dancing Queen című albumán is hallható.
- Susan Boyle is feldolgozta a dalt, mely 2012-es Standing Ovation: The Greatest Songs from the Stage című albumán hallható.[16]